# Meditación otoñal
Meditación otoñal (Autumnal Meditation), 1913, óleo sobre lienzo, 40 X 50 cm, es una pintura de Giorgio de Chirico en la que muestra la concepción sobre las sombras plasmadas durante el otoño. Fue creada como una representación de estatuas solitarias, de elementos arquitectónicos aislados, arcadas y que exponían la soledad de las ruinas.
En Meditación otoñal De Chirico deja ver los principales signos y símbolos que hace únicas a sus pinturas:
- Predomina en escena de una estructura arquitectónica que pasa en el lienzo por su rotundidad plástica
- Empleo roca metamórfica (mármol) que se observa al lado de la arcada y que a su vez se conecta a la sombra de Ariadna, quien duerme en la isla de Naxos.
- Cuatro sombras se hacen presente: escultura, personaje y dos figuras de las que solo se percibe su lobreguez.

La pintura contiene inscripciones en el reverso del cuadro.
1. La primera indica el nombre y confirma ser una obra De Chirico, autografiada por el autor e italiano.
2. La segunda muestra la leyenda y el sello notarial, suscribe la fecha 1958 o 1959.